# Alberta Ballet
L'Alberta Ballet, nota anche come l'Alberta Ballet Company, è una compagnia di danza canadese che presenta la sua intera stagione a Calgary, Edmonton, provincia di Alberta. È la terza più grande compagnia di danza del Canada.

## Origini
L'Alberta Ballet, che fu fondata da Muriel Taylor e Ruth Carse nel 1958, divenne una compagnia professionale nel 1966.

## Sviluppo
Carse diresse la compagnia fino al 1975. Fu seguita da Jeremy Leslie-Spinks (1975-1976), Brydon Paige (1976-1988) e Ali Pourfarrokh (1988-1998). Durante il mandato di Pourfarrokh, nel 1990, la compagnia si fuse con il Calgary City Ballet e si trasferì nel Nat Christie Center a Calgary. Da allora si è esibito sia a Edmonton che a Calgary.
L'ex ballerino del San Francisco Ballet Mikko Nissinen diresse la compagnia fino al 2002. Nissinen rappresentò le opere di Balanchine, mentre continuava a commissionare nuovi lavori a coreografi canadesi e internazionali. Ha portato la compagnia in tournée in Cina, Finlandia ed Egitto.
Jean Grand-Maître fu in seguito nominato direttore artistico.

## Coreografia
l direttore artistico Jean Grand-Maître coreografò Carmen, che ha portò in tournée in Cina e Fiddle and the Drum, una collaborazione con Joni Mitchell mentre era all'Alberta Ballet. Nella primavera del 2010 la compagnia realizzò una collaborazione tra balletto e pop mettendo in scena una produzione di Elton John di nome Elton: Love Lies Bleeding. Secondo quanto riferito, Elton John fu così commosso da Fiddle and the Drum che chiese all'Alberta Ballet di produrre un balletto per lui.
L'Alberta Ballet è stata la prima compagnia canadese a organizzare un balletto di Christopher Wheeldon del New York City Ballet. Wheeldon coreografò A Midsummer Night's Dream con la compagnia. Ha anche commissionato due pezzi di Jorma Elo, del Boston Ballet.
Anche la coreografa canadese Sabrina Matthews creò pezzi per la compagnia.

## Stagione 2016-2017
La stagione 2016-2017 con ballerini della compagnia Alberta Ballet comprendeva Dracula, Lo schiaccianoci, Alice nel paese delle meraviglie e la prima mondiale di Our Canada, una nuova creazione in collaborazione con Gordon Lightfoot. Dracula era in prestito dal Texas Ballet Theatre e coreografato dal loro direttore artistico, Ben Stevenson.
Gli spettacoli della compagnia ospite comprendevano Shadowland (interpretato da Pilobolus), un programma misto della compagnia di danza Les Ballets Trockadero de Monte Carlo, e Life (eseguita da BalletBoyz).

## Ballerini
Artisti della compagnia Alberta Ballet (2018/19):
| Nome                | Nazionalità |
| ------------------- | ----------- |
| Kira Anderson       | Stati Uniti |
| Eli Barnes          | Stati Uniti |
| Brittany Broussard  | Stati Uniti |
| John Canfield       | Stati Uniti |
| Jason Cao           | Cina        |
| Gabrielle Chenard   | Canada      |
| Tanya Chumak        | Canada      |
| Zacharie Dun        | Australia   |
| Melissa Eguchi      | Stati Uniti |
| Alexandra Gibson    | Canada      |
| Jennifer Gibson     | Canada      |
| Garrett Groat       | Canada      |
| Hayna Gutierrez     | Cuba        |
| Scotto Hamed-Ramos  | Stati Uniti |
| Seira Iwamoto       | Giappone    |
| Mariko Kondo        | Giappone    |
| Alan Ma             | Cina        |
| Kelley McKinlay     | Canada      |
| Reilley McKinlay    | Stati Uniti |
| Sayuri Nakanii      | Giappone    |
| Taryn Nowels        | Stati Uniti |
| Hikaru Osakabe      | Giappone    |
| Allison Perhach     | Stati Uniti |
| Liam Reid           | Canada      |
| Kuu Sakuragi        | Stati Uniti |
| Yoshiya Sakurai     | Giappone    |
| Luna Sasaki         | Giappone    |
| William Sheriff JR. | Stati Uniti |
| Christopher Scruggs | Stati Uniti |
| Heather Thomas      | Stati Uniti |
| Laura Vande Zande   | Canada      |

## Alberta Ballet School
La Divisione Professionale presso l'Alberta Ballet School è un programma di formazione accademica e di danza a tempo pieno per studenti dai 7 ai 12 anni, anche part-time, con la possibilità di ballare per quelli di grado 5 e 6. La Dedicated Contemporary Dance Stream della scuola è disponibile per gli studenti nei gradi 10, 11 e 12 che desiderano concentrarsi sulla danza contemporanea.
La Scuola è guidata dal direttore artistico Ashley McNeil e, nel 2018, è stata riconosciuta dal Canadian Heritage per il suo impatto nazionale nella formazione di artisti destinati a carriere artistiche professionali ai massimi livelli.

## Altro personale artistico degno di nota
- David Adams
- Cherice Barton
- Lambros Lambrou
- Marianne Beausejour
- Scott Harris
- Brian Bender
- Jay Brooker
- Claude Caron
- Nicole Caron[10]
- David Chipman Seibert
- Svea Eklof
- Marc LeClerc
- Mark Mahler
- Daniel McLaren
- Barbara Moore
- Kevin Peterman
- Michel Rahn
- Martin Vallée
- Yumiko Takeshima
- Greg Zane
- Jung Min Hong
- Howard Epstein
- Clark Blakley
- Wayne Mcknight
- Anita Bostok
- Youri Alechine
- Stephanie Achuff